# Dawn Song
Dawn Xiadong Song (* 1975) ist eine chinesischstämmige US-amerikanische Informatikerin und Spezialistin für Computersicherheit. Sie ist Professorin an der University of California, Berkeley.
Song studierte an der Tsinghua-Universität (Bachelor 1996), an der Carnegie Mellon University (Master-Abschluss 1999) und wurde 2002 an der Universität Berkeley promoviert. Ab 2002 war sie Assistant-Professor an der Carnegie Mellon University und ab 2007 Associate Professor an der Universität Berkeley.
Song verfolgt einen systemübergreifenden Zugang zur Computersicherheit (Software, Hardware, Netzwerke), zum Beispiel mit semantischer Analyse des Binärcodes (BitBlaze-Projekt). Sie entwickelte auch kryptographische Algorithmen zum Schutz sensibler Informationen in Programmen (Seaglass-Projekt).
2010 gewann sie den „Genie-Preis“ der MacArthur-Stiftung. Weitere Preise waren der IBM Faculty Award (2005), der George Tallman Ladd Research Award (2006), ein Fellowship der Sloan-Stiftung und der Best Paper Award beim USENIX Security Symposium. 2019 wurde Song als Fellow in die Association for Computing Machinery gewählt, 2025 zum Mitglied der American Academy of Arts and Sciences.
Seit 2018 ist Song CEO des Blockchain-Startups Oasis Labs.